# Tregua di Tours
Il trattato di Tours (o tregua di Tours) fu un tentativo di arrivare ad un accordo di pace, concluso il 28 maggio 1444, tra Enrico VI d'Inghilterra e Carlo VII di Francia per mettere fine alla guerra dei cent'anni. I termini prevedevano il matrimonio della nipote di Carlo VII, Margherita d'Angiò, con Enrico VI, e l'istituzione di una tregua di due anni, successivamente prolungata, tra i regni d'Inghilterra e di Francia. In cambio del matrimonio, Carlo voleva l'area, a quel tempo inglese, del Maine nel nord della Francia, appena a sud della Normandia.
Enrico VI sposò la quindicenne Margherita nell'aprile del 1445; tuttavia non cedette immediatamente il Maine. Questa clausola fu inizialmente tenuta segreta, poiché la cessione di questa provincia strategicamente importante avrebbe probabilmente causato una reazione pubblica in Inghilterra. Carlo minacciò Enrico VI e inviò degli ambasciatori a fare pressioni su di lui; persino Margherita cercò di convincere Enrico a rinunciare. Alla fine Enrico cedette nel 1448 quando Carlo VII minacciò le guarnigioni inglesi con un grande esercito.
Il trattato fu visto come un grave fallimento per l'Inghilterra, poiché la sposa assicurata per Enrico VI non era considerata all'altezza del lignaggio, essendo la nipote di Carlo VII solo attraverso il matrimonio ed era altrimenti imparentata con la stirpe reale solo lontanamente. Anche il suo matrimonio avvenne senza dote, poiché Margherita era la figlia del povero duca Renato d'Angiò. Enrico, dal canto suo, credeva che il trattato fosse un primo passo verso una pace duratura, mentre Carlo intendeva usarlo esclusivamente per un vantaggio militare. La tregua crollò nel 1448 e l'Inghilterra perse rapidamente ciò che restava delle sue terre francesi, ponendo fine alla Guerra dei Cent'anni.
Il fallimento del trattato di Tours e il rinnovo delle ostilità fecero cadere il governo inglese dell'epoca. Le sue conseguenze hanno esacerbato le spaccature tra la fazione della casa di Lancaster e della casa di York, ed è stata considerata un fattore potenzialmente contribuente allo scoppio della Guerra delle due rose.